# Verbandsgemeinde Unkel
Verbandsgemeinde Unkel – gmina związkowa w Niemczech, w kraju związkowym Nadrenia-Palatynat, w powiecie Neuwied. Siedziba gminy związkowej znajduje się w mieście Unkel.

## Podział administracyjny
Gmina związkowa zrzesza cztery gminy, w tym jedną gminę miejską (Stadt) oraz trzy pozostałe gminy:
1. Bruchhausen
2. Erpel
3. Rheinbreitbach
4. Unkel